# 잭재규워
잭재규워(영어: Jagjaguwar)는 미국 인디애나주의 블루밍턴에 본사를 두고 있는 인디펜던트 레코드 레이블이다. 뉴욕, 로스앤젤레스, 시카고, 오스틴, 런던, 파리, 암스테르담, 베를린에 지사가 있다. 잭재규워는 시크리틀리 그룹에 포함되는 레이블로, 시크리틀리 캐내디언과 데드 오션스도 있으며, 세 레이블과 아티스트, 작가, 영화감독, 프로듀서, 코미디언을 관리하는 시크리틀리 퍼블리싱도 포함되어 있다.

## 음악가
- 본 이베어
- 폭시젠
- 다이너소어 주니어
- 퍽
- 모지스 섬니
- 앤젤 올슨
- 샤론 밴 이튼

## 수상

### 그래미
- 2020, 본 이베어, i,i - Hey, Ma - 올해의 레코드 (후보)
- 2020, 본 이베어, i,i - 올해의 음반 (후보)
- 2020, 본 이베어, i,i - 최우수 얼터너티브 음반 (후보)
- 2020, 본 이베어, i,i - 최우수 패키지 (후보)
- 2017, 본 이베어, 22, A Million - 최우수 얼터너티브 음반 (후보)
- 2017, 본 이베어, 22, A Million - 최우수 패키지 (후보)
- 2012, 본 이베어 - 신인상 (수상)
- 2012, 본 이베어, "Holocene" - 올해의 노래 (후보)
- 2012, 본 이베어, Holocene - 올해의 레코드 (후보)
- 2012, 본 이베어, Bon Iver - 최우수 얼터너이브 음반 (수상)

### 브릿 어워드
- 2017, 본 이베어 - 최우수 국제 남성 솔로 음악가 (후보)
- 2012, 본 이베어 - 최우수 국제 남성 솔로 음악가 (후보)
- 2012, 본 이베어 - 최우수 국제 신인상 (후보)

### 폴라리스상
- 2016, Black Mountain, IV (최종 후보)
- 2015, Preoccupations, Viet Cong (최종 후보)
- 2010, The Besnard Lakes, The Besnard Lakes Are the Roaring Night (최종 후보)
- 2008, Black Mountain, In the Future (최종 후보)
- 2007, The Besnard Lakes, The Besnard Lakes Are the Dark Horse (최종 후보)
- 2007, Julie Doiron, Woke Myself Up (최종 후보)

### 주노상
- 2016, 프리오큐페이션스, Viet Cong - Alternative 올해의 음반 (후보)
- 2010, 줄리 도이론, I Can wonder What You Did with Your Day - Alternative 올해의 음반 (후보)
- 2009, 블랙 마운틴, In the Future - 올해의 음반 (후보)

### 뉴질랜드 뮤직 어워드
- 2018, 언노운 모탈 오케스트라, Sex & Food - 올해의 음반 (후보)
- 2018, 언노운 모탈 오케스트라, Sex & Food - 최우수 얼터너티브 음악가 (수상)
- 2018, 언노운 모탈 오케스트라, "Hunnybee" - 올해의 싱글 (후보)
- 2018, 언노운 모탈 오케스트라 - 올해의 그룹 (후보)
- 2015, 언노운 모탈 오케스트라 - 최우수 남성 솔로 음악가 (후보)
- 2015, 언노운 모탈 오케스트라, "Multi-Love" - 올해의 싱글 (후보)
- 2015, 언노운 모탈 오케스트라, Multi-Love - 올해의 얼터너티브 음반 (수상)
- 2015, 언노운 모탈 오케스트라, Multi-Love - 올해의 음반 (후보)
- 2013, 언노운 모탈 오케스트라 - 최우수 남성 솔로 음악가 (후보)
- 2013, 언노운 모탈 오케스트라, "So Good at Being in Trouble" - 올해의 싱글 (후보)
- 2013, 언노운 모탈 오케스트라, II - 올해의 얼터너티브 음반 (수상)
- 2013, 언노운 모탈 오케스트라, II - 올해의 음반 (후보)